# Jayaratu
Jayaratu is een bestuurslaag in het regentschap Tasikmalaya van de provincie West-Java, Indonesië. Jayaratu telt 4049 inwoners (volkstelling 2010).